# Syconki Wielkie
Syconki Wielkie – bezodpływowe jezioro w Polsce położone w Borach Tucholskich w województwie pomorskim, w powiecie kościerskim, w gminie Karsin na południowo-zachodnim skraju Wdzydzkiego Parku Krajobrazowego na obszarze Zaborów. 
Ogólna powierzchnia jeziora wynosi 3,74 ha.
Syconki Wielkie znajdują się w granicach postulowanego rezerwatu przyrody Motowęże. Na zachód od jeziora znajduje się jezioro Motowęże, a na wschód jezioro Syconki Małe.